# Позуш
Позуш (порт. Pousos)  —  район (фрегезия) в Португалии,  входит в округ Лейрия. Является составной частью муниципалитета  Лейрия. По старому административному делению входил в провинцию Бейра-Литорал. Входит в экономико-статистический  субрегион Пиньял-Литорал, который входит в Центральный регион. Население составляет 7325 человек на 2001 год. Занимает площадь 15,79 км².
Покровителем района считается Дева Мария (порт. Maria). 